# Fontaine-le-Comte
Fontaine-le-Comte is een gemeente in het Franse departement Vienne (regio Nouvelle-Aquitaine) en telt 3113 inwoners (1999). De plaats maakt deel uit van het arrondissement Poitiers.

## Geografie
De oppervlakte van Fontaine-le-Comte bedraagt 18,7 km², de bevolkingsdichtheid is 166,5 inwoners per km².

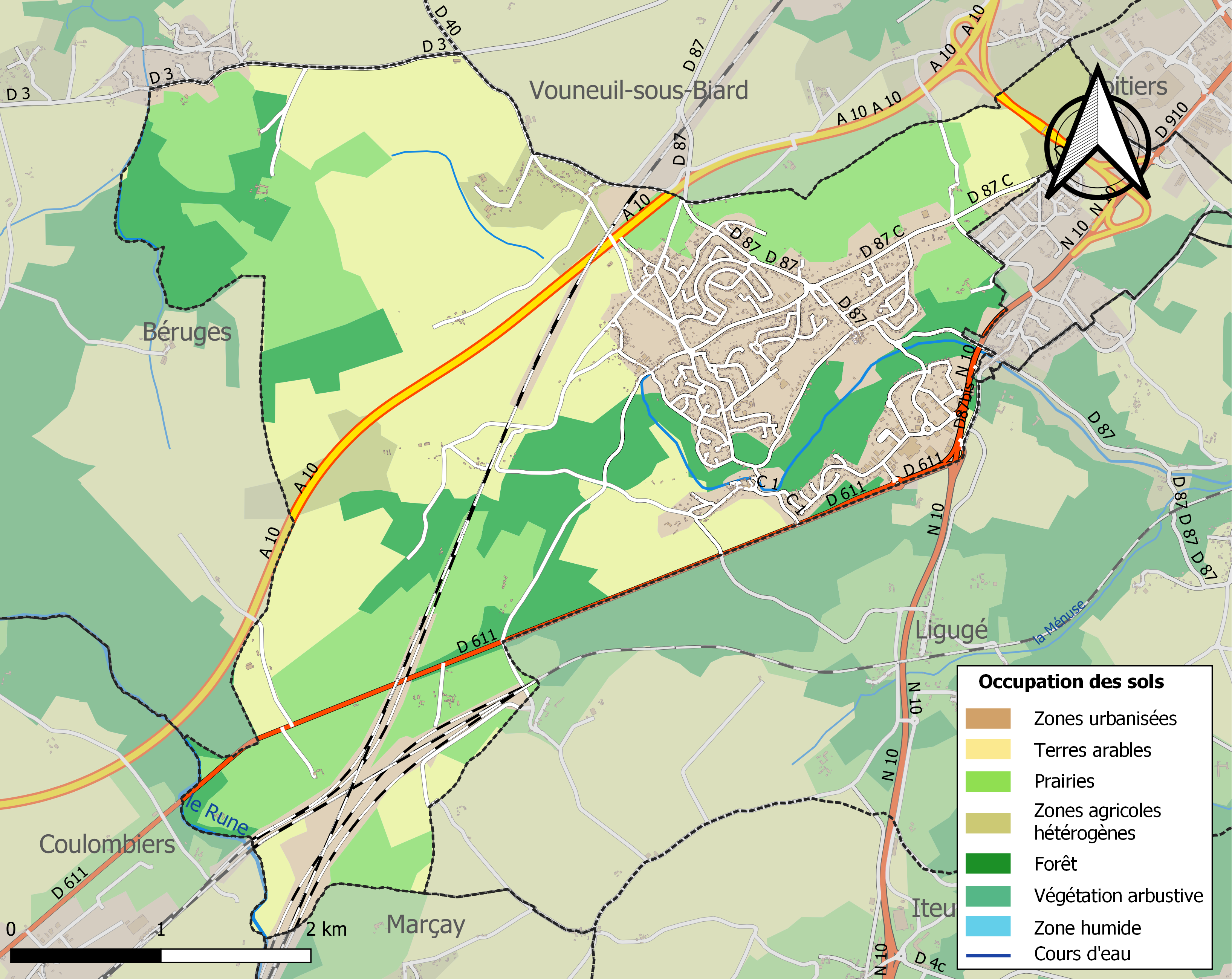
Kaart van de gemeente met de belangrijkste infrastructuur, bodemgebruik en omliggende gemeenten

## Demografie
Onderstaande figuur toont het verloop van het inwonertal (bron: INSEE-tellingen).